# Archanara bipunctata
Archanara bipunctata là một loài bướm đêm trong họ Noctuidae.